# Vitellozzo Vitelli (cardeal)
Vitellozzo Vitelli (Florença, 6 de abril de 1532 — Roma, 19 de novembro de 1568) foi um cardeal do século XVI.

## Biografia
Nasceu em Florença em 6 de abril de 1532. Filho mais velho do capitão Alessandro Vitellozzi, signore de Amatrice, e Angela di Troilo Rossi, marquesa de S. Secondo. Ele tinha cinco irmãos, Giacomo, Vincenzo, Cesare, Alfonso e Antea; um meio-irmão, Camillo II Vitelli, dos condes de Montone; e duas meias-irmãs, Costanza Vitelli e Irmã Porzia (Faustina) Vitelli.
Estudou na Universidade de Pádua, onde obteve o doutorado em utroque iure. Ele tinha o título de mestre.
Clérigo de Città di Castello.
Chamberlain de Sua Santidade. Coletor de impostos dos Cavaleiros dos Santos. Pedro e Paulo. Clérigo da Câmara Apostólica, 1º de setembro de 1552.
Eleito bispo de Città di Castello em 20 de março de 1554; constituído administrador até atingir a idade canônica de 27 anos. Consagrado (nenhuma informação encontrada). Concedida a faculdade de tomar posse da diocese, em 24 de abril de 1554; cartas não emitidas; foi para Roma em fevereiro de 1556. Governador de Civitavecchia, 1554. Prelado doméstico de Sua Santidade, 1555.
Criado cardeal diácono no consistório de 15 de março de 1557; recebeu o chapéu vermelho e a diaconaria de Ss. Sergio e Bacco, 24 de março de 1557. Ordenado diácono pelo Cardeal Scipione Rebiba em 15 de abril de 1557; na mesma cerimônia foram ordenados diáconos os cardeais Carlo Carafa, Alfonso Carafa e Giovanni Battista Consiglieri. Optou pela diaconia de S. Maria in Portico Octaviae, 6 de março de 1559. Participou do conclave de 1559, que elegeu o Papa Pio IV. Deixou o cargo de bispo de Città di Castello antes de 7 de fevereiro de 1560. Administrador da diocese de Imola, de 7 de fevereiro de 1560 até 24 de outubro de 1561. Legado em Campagna e Marittima, 1560. Governador de Collescipoli, 22 de janeiro de 1563. Optou pelo diaconia de S. Maria na Via Lata, 17 de novembro de 1564. Camerlengo da Santa Igreja Romana, 17 de novembro de 1564 até sua morte. Legado em Campagna e Marittima, 22 de agosto de 1565 até 30 de janeiro de 1566. Governador de Pontecorvo, 1 de dezembro de 1565. Participou no conclave de 1565-1566, que elegeu o Papa Pio V. Prefeito do Tribunal do Apostólico Assinatura de Grace, (sem data encontrada) até sua morte. Membro do Supremo SC do Santo Ofício. Protetor da França perante a Santa Sé. Administrador da diocese de Carcassone, 1567.
Morreu em Roma em 19 de novembro de 1568. Sepultado na igreja de S. Maria na Via Lata, Roma..